# Елизабет (езеро)
Вижте пояснителната страница за други значения на Елизабет.
Елизабет е изкуствено езеро в град Фримонт, Калифорния в Района на Санфранциския залив.
Площта му е 34 хектара. При среден обем на водата в езерото, дълбочината му е около 210 см. Езерото е кръстено на един от побратимените градове на Фримонт, Елизабет в Австралия. Около езерото се намира Сентръл парк. Езерото се посещава ежедневно от стотици хора. Около езерото има алея за ходене, джогинг и колоездене. Езерото Елизабет е плавателно и се използва за плаване от ветроходни лодки и водни колела. В езерото е разпожен и остров, който се обитава от различни животински видове. В езерото се срещат патици и гъски. На табела на езерото е обяснено, че гъските прелитат тук от Канада.